# Esteve Pujals
Pujals  Marine est un nom espagnol. Le premier nom de famille, en général paternel, est Pujals ; le second, en général maternel, souvent omis, est Marine.
Esteve Pujals Mariné, né le 17 décembre 1988 à Vila-seca (Catalogne), est un joueur espagnol de rink hockey. Il évolue à La Vendéenne La Roche-sur-Yon.

## Palmarès
Il est sacré champion de France de Nationale 1 en 2017.